# Poolse Kapel

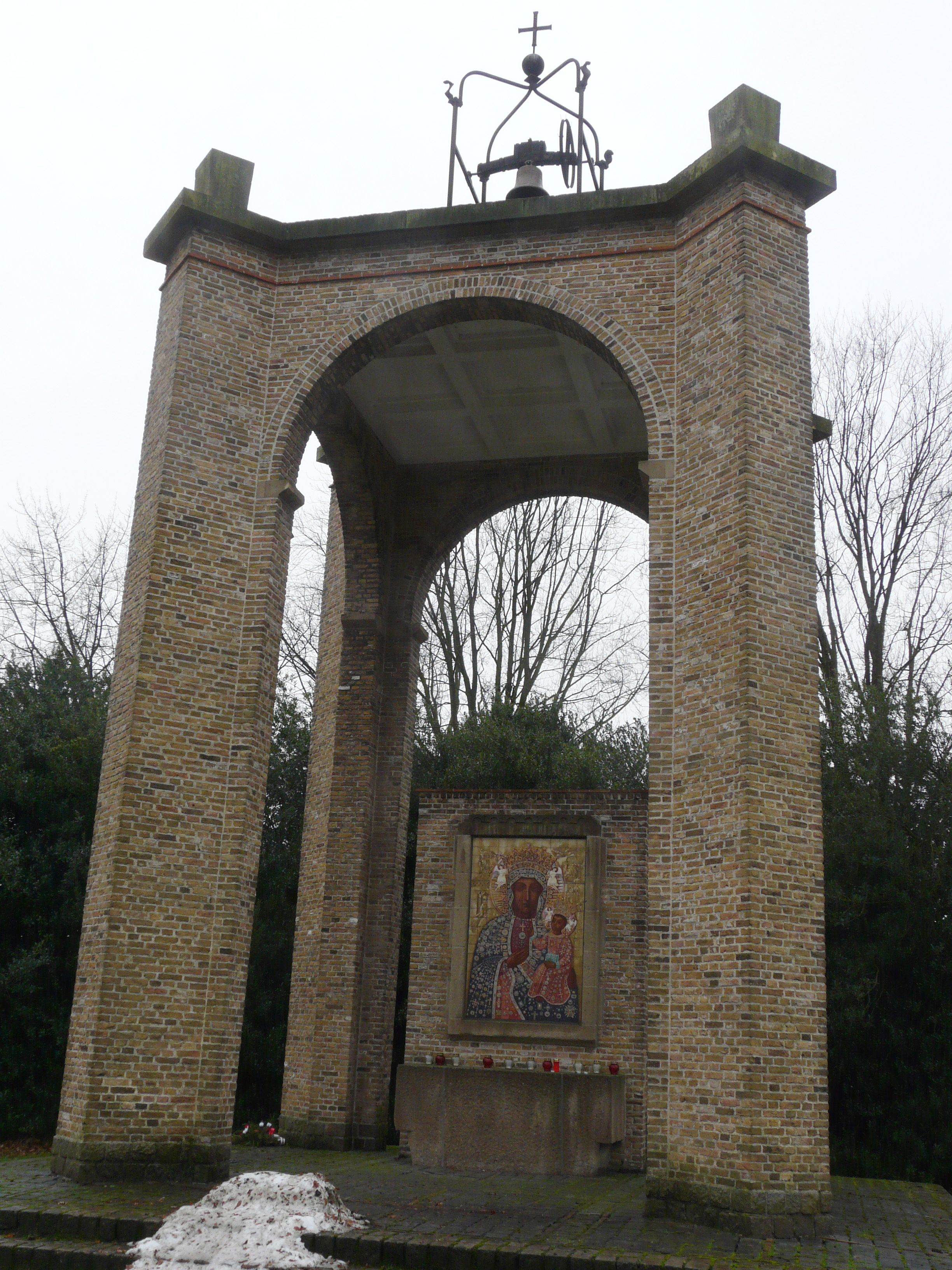
Poolse Kapel

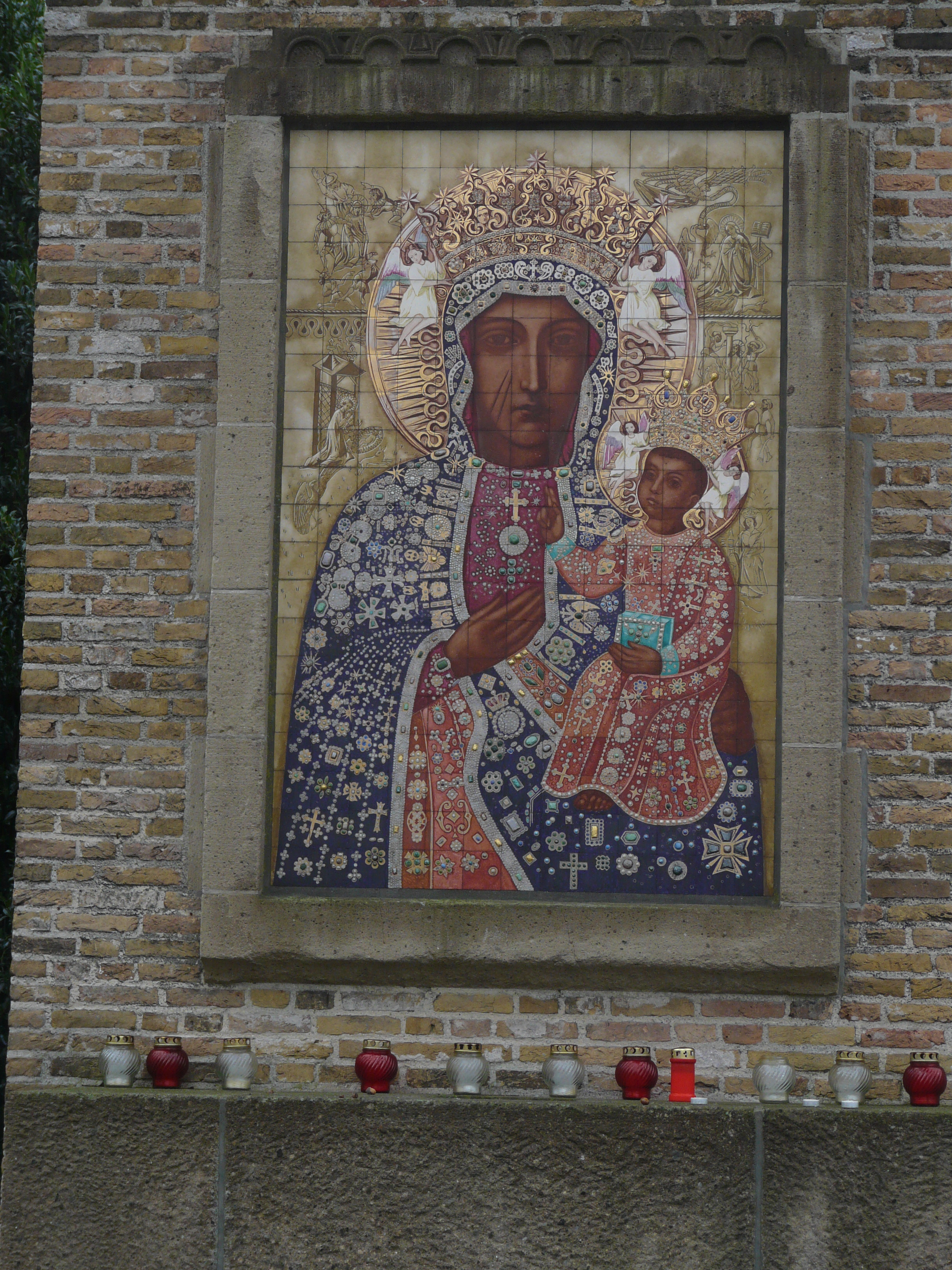
Poolse Madonna

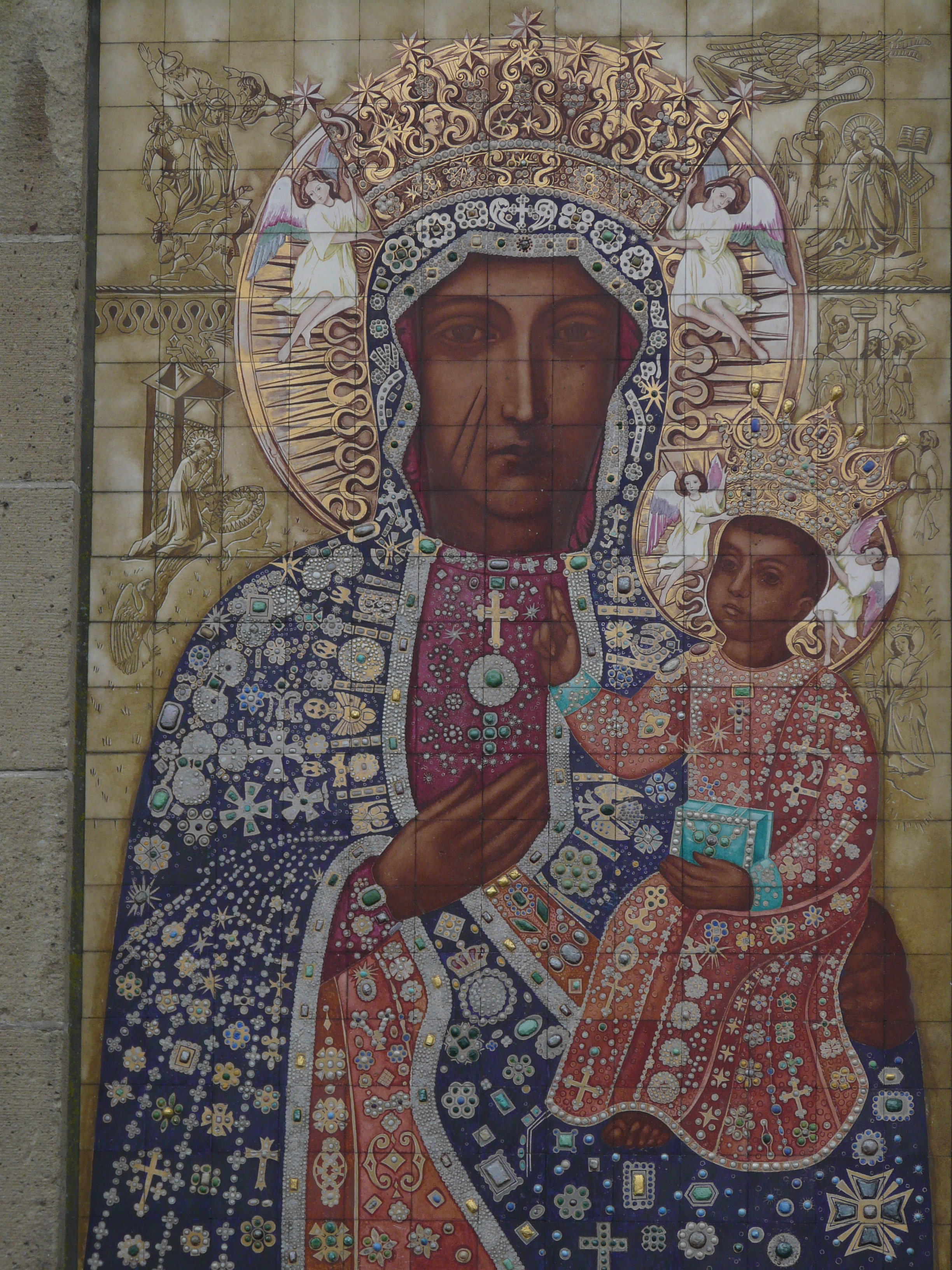
Detail Poolse Madonna

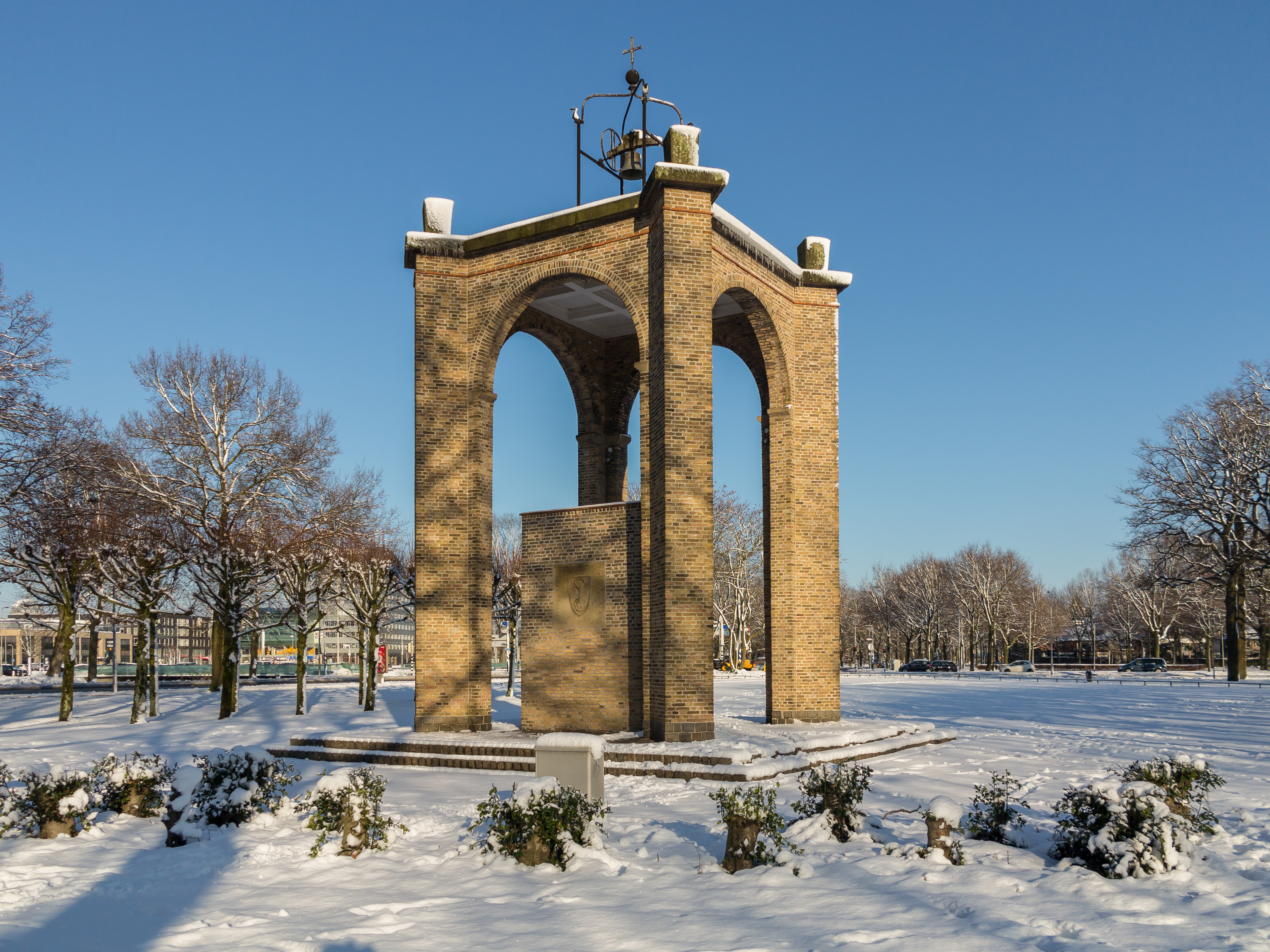
Poolse kapel in de sneeuw

Poolse Maria Kapel is een kapel in Breda.

De Poolse Kapel bevindt zich op de hoek van de Wilhelminasingel en de Lovensdijkstraat in een plantsoen sinds 1954, het Mariajaar. Het is een geschenk van Breda aan de Poolse gemeenschap als dankbetuiging voor de bevrijding op 29 oktober 1944. De inwijding vond plaats op 31 oktober 1954.
In de kapel staat een afbeelding van de Poolse Madonna gebaseerd op een icoon van de Zwarte Madonna van Częstochowa in Częstochowa, een bedevaartplaats in het zuiden van Polen. Het is gemaakt van mozaïektegels en ingelegd met edelstenen en bladgoud. Eromheen is een zandstenen lijst van Frans Verhaak. De Madonna is gemaakt door Jan Gladdines. De kapel is ontworpen door architectenbureau Siebers & van Dael.
De perken voor het monument zijn gevuld met rode en witte bloemen, de Poolse kleuren.